# Velký Šenov (nádraží)
Velký Šenov je dopravna D3 (někdejší železniční stanice) ve Velkém Šenově ve Šluknovském výběžku v Ústeckém kraji. Leží na trati Rumburk–Sebnitz na jižním svahu Strážného vrchu (475 m) a nachází se v nadmořské výšce 365 m nad mořem.
Sídlem dirigujícího dispečera je stanice Mikulášovice dolní nádraží.[zdroj?]
Dopravnu provozuje Správa železnic. V zastávce nelze zakoupit jízdenky, obsluha cestujících probíhá ve vlaku.
Ještě v roce 2006 byla dopravna obsazena závorářem, který pomocí drátovodů ovládal mechanické závory na přejezdu v km 16,160, dále pak prodával jízdenky, ošetřoval výhybky a zajišťoval úklid. V současné době[kdy?] není dopravna obsazená žádnými zaměstnanci.[zdroj?]

## Popis kolejiště
V dopravně D3 Velký Šenov jsou dvě dopravní (č. 1 a 2) a jedna kusá manipulační kolej (č. 3); jsou zde tři výhybky, z nichž dvě jsou vybavené samovratným přestavníkem, a jedna výkolejka. Rozhodné výhybky jsou vybaveny elektrickým ohřevem. V přednostní poloze jsou výhybky přestaveny od Šluknova na druhou kolej, od Mikulášovic na první kolej; v dopravně jsou dovoleny současné vjezdy. U každé dopravní koleje je zřízenou nízké nástupiště konstrukce Tischer vysypané štěrkem. Nástupiště u druhé koleje je přístupné úrovňovým přechodem přes první kolej; u první koleje je nástupiště vnější.

## Zabezpečovací zařízení
Rozhodné výhybky v dopravně jsou vybaveny samovratnými přestavníky, k nimž jsou zřízena dvě světelná návěstidla pro výhybky se samovratným přestavníkem indikující strojvedoucímu při jízdě proti hrotu jejich správné přestavení do přednostní polohy. Při jízdě po hrotu se výhybky přestavují jízdou vozidla (rozřezem), činností přestavníku se výhybka následně přestaví zpět do přednostní polohy. Pro jiné jízdní cesty výhybky přestavuje a uzamyká strojvedoucí vlaku. Klíče od výhybek jsou v soupravě hlavních klíčů.
Pro krytí přejezdů a odbočné výhybky vlečky Kamenolom Císařský jsou vždy za krajní výhybkou zřízena krycí návěstidla. Zřízení ovládá strojvedoucí pomocí dálkového ovladače (pageru): po stisknutí tlačítka se ty přejezdy, jejichž přibližovací úsek zasahuje do dopravny, začnou uzavírat. Uplynutím stanovené doby se - za podmínky bezporuchového stavu všech přejezdů a případně kontroly základní polohy odbočné výhybky vlečky (pro odjezd do Šluknova) - se rozsvítí na krycím návěstidle návěst dovolující jízdu. Návěstidla kryjí pouze přejezdy (výhybky), nejedná se tedy tzv. traťový souhlas D3! 
Veškeré zařízení v dopravně Velký Šenov je napájeno z veřejné sítě a nemá zřízeno náhradní ani nouzové napájení. Při přerušení dodávky proudu krycí návěstidla i návěstidla pro samovratné přestavníky zhasnou a nebudou v činnosti, dirigující dispečer zpraví strojvedoucího písemným rozkazem.

## Doprava
V Šenově zastavují osobní vlaky linky U28 Rumburk - Dolní Postevna - Děčín hl.n. Linka U28 je provozována v rámci přeshraniční spolupráce dopravců České dráhy a DB Regio, kdy ČD zajišťují vlakový personál a DB motorové jednotky. Vlaky zajišťované zejména motorovými jednotkami ř. 642 Seimens Desiro jezdí v pravidelném dvouhodinovém taktu; v pracovní dny jsou odpoledne přidány tři páry posilových vlaků pouze v trase Rumburk - Velký Šenov.
Nákladní doprava zde není pravidelně provozována.

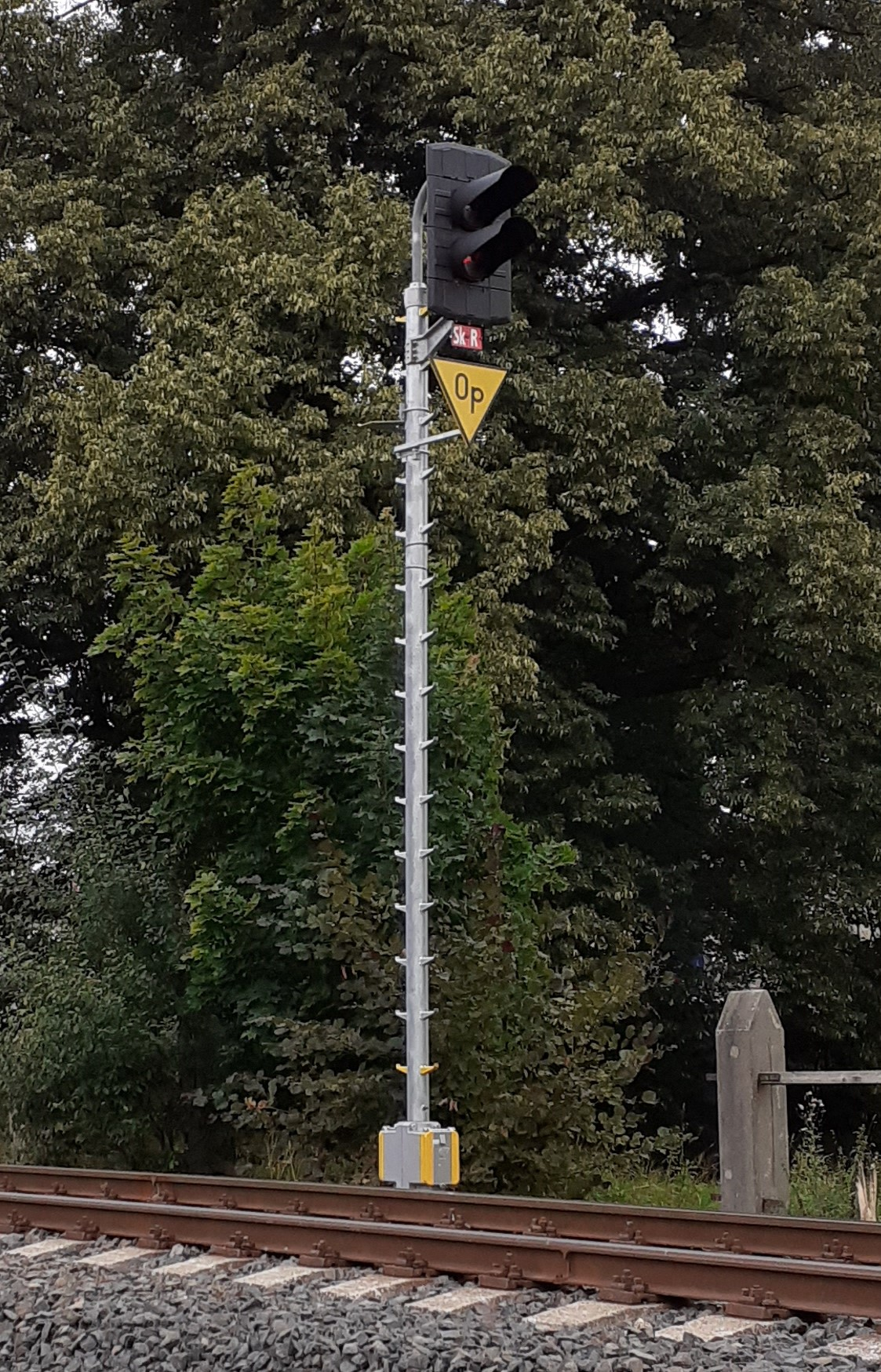
Krycí návěstidlo směr Šluknov